# Lygocorides
Lygocorides is een geslacht van wantsen uit de familie van de Miridae (Blindwantsen). Het geslacht werd voor het eerst wetenschappelijk beschreven door Yasunaga in 1991.

## Soorten
Het genus bevat de volgende soorten:

- Lygocorides affinis Lu & Zheng, 1997
- Lygocorides izjaslavi Yasunaga, 1996
- Lygocorides rubricans Yasunaga, 1996
- Lygocorides rubronasutus (Linnavuori, 1961)